# Абориген (фільм)
«Абориген» (рос. «Абориген») — радянська кінодрама 1988 року.

## Сюжет
Історія важкого підлітка з Сургута. Батько п'ятнадцятирічного Борьки Хромова потонув після розлучення, а мати з новим чоловіком зайняті накопиченням, син їй не потрібен. Виїхати з Сургута, про що мріє підліток, так і залишається нездійсненною мрією. Навіть в тайзі Борька стикається з проблемами. Пішовши вночі браконьєрити, він стикається з зеками-втікачами.

## У ролях
- Владислав Галкін —  Борька Хромов
- Олександр Негреба —  Степан
- Олександр Яковлєв —  браконьєр Юра Куйбіда
- Надія Маркіна —  мати Борьки
- Валерій Баринов —  Фелікс
- Олександр Миронов —  тренер
- Жанна Еппле —  Олена
- Олег Штефанко —  командир загону
- Віктор Незнанов —  Вітя
- Геннадій Матвєєв —  інспектор рибнагляду

## Знімальна група
- Режисер — Олена Ніколаєва
- Сценарист — Юрій Коротков
- Оператор — Юхим Резніков
- Художник — Віктор Власьков